# Коннолли, Эрон
Эрон Энтони Коннолли (англ. Aaron Anthony Connolly; родился 28 января 2000, Голуэй) — ирландский футболист, нападающий английского клуба «Лейтон Ориент» и сборной Ирландии.

## Клубная карьера
Уроженец Голуэя, Эрон Коннолли начал футбольную карьеру в молодёжной команде ирландского клуба «Мервью Юнайтед» в возрасте 11 лет. Летом 2016 года стал игроком английского клуба «Брайтон энд Хоув Альбион». В основном составе «чаек» дебютировал 22 августа 2017 года в игре Кубка Английской футбольной лиги против «Барнета», заменив Томера Хемеда на 76-й минуте матча.
31 января 2019 года подписал с «Брайтоном» новый контракт, рассчитанный на три с половиной года. В тот же день было объявлено о его переходе в аренду в клуб Лиги 1 «Лутон Таун». Вскоре после этого он получил травму подколенного сухожилия и смог официально перейти в «Лутон Таун» только 2 апреля, восстановившись от травмы. 13 апреля 2019 года дебютировал за «Лутон Таун» в матче против «Чарльтон Атлетик».
27 августа 2019 года Коннолли забил свой первый гол за «Брайтон» в матче Кубка Английской футбольной лиги против «Бристоль Роверс». 31 августа 2019 года Эрон дебютировал в Премьер-лиге в матче против «Манчестер Сити», выйдя на замену Нилу Мопе на 66-й минуте. 5 октября 2019 года впервые вышел в стартовом составе «чаек» в Премьер-лиге в матче против «Тоттенхэм Хотспур». В той игре он забил два мяча и был признан «игроком матча».
2 января 2022 года на правах аренды до конца сезона перешёл в клуб Чемпионшипа «Мидлсбро». Дебютировал 15 января в домашней встрече против «Рединга» (2:1), выйдя в стартовом составе.
6 января 2023 года было объявлено, что Эрон Коннолли отправляется в аренду в английский клуб «Халл Сити» до конца сезона.

## Карьера в сборной
Коннолли выступал за сборные Ирландии до 17, до 18, до 19 лет и до 21 года.
В составе сборной Ирландии до 17 лет стал лучшим бомбардиром отборочного турнира к чемпионату Европы 2017 года среди юношей до 17 лет, забив в нём семь мячей в шести матчах. На самом чемпионате Европы до 17 лет, прошедшем в Хорватии, Коннолли сыграл во всех четырёх матчах своей сборной, но мячей не забил. Ирландия проиграла в четвертьфинале Анлии и выбыла из турнира.
В июне 2019 года сыграл на Тулонском турнире в составе сборной Ирландии до 21 года, забив гол в матче против сборной Китая.
5 октября 2019 года получил вызов в главную сборную Ирландии на матчи отборочного турнира к чемпионату Европы против сборных Грузии и Швейцарии. 12 октября 2019 года дебютировал за сборную Ирландии в игре против сборной Грузии, заменив Джеймса Коллинза на 79-й минуте матча. 15 октября впервые вышел в стартовом составе сборной Ирландии в матче против Швейцарии.